# Sida blepharoprion
Sida blepharoprion är en malvaväxtart som beskrevs av Ulbrich. Sida blepharoprion ingår i släktet sammetsmalvor, och familjen malvaväxter. Inga underarter finns listade i Catalogue of Life.